# 福井市清水東小学校
福井市清水東小学校（ふくいし しみずひがししょうがっこう）は、福井県福井市にある公立小学校。

## 学校周辺
- 福井市清水中学校 - 福井市島寺町

## アクセス
- 北陸新幹線・ハピラインふくい線・えちぜん鉄道勝山永平寺線 福井駅より、京福バスの以下の路線に乗車。
  - 76系統（西田中・宿堂線）「清水東小学校前」下車すぐ。但し福井駅発は平日夕方1便のみ。
  - 73・74系統（清水グリーンライン線）「三留東」下車、約250 m。
- E8 北陸自動車道 福井ICから、主に国道158号・福井県道・石川県道5号福井加賀線・福井県道28号福井朝日武生線・福井県道253号清水麻生津線経由 約12 km。